# Favoritner SC
Favoritner SC – austriacki klub piłkarski, mający siedzibę w kwartale Kaisermühlen wiedeńskiej dzielnicy Favoriten, działający w latach 1931-1936.

## Historia
Chronologia nazw:
- 1931: Favoritner SC
- 1931: Favoritner SC – po fuzji z SV Finanz
- 1932: Favoritner SC – po rozwiązaniu fuzji
- 1936: klub rozwiązano

Klub sportowy Favoritner SC został założony w miejscowości Wiedeń w 1931 roku. Po tym, jak główny klub dzielnicy ASV Hertha Wien spadł z pierwszej ligi w 1930 roku, a w 1931 zrezygnował z dalszych rozgrywek, niektórzy urzędnicy i piłkarze postanowili założyć nowy klub, który zastąpi Herthę. Jednak Związek Piłkarski nie uznał klub za następcę Herthy i odmówił zajęcia jej miejsca w II.lidze. Aby nie startować od dołu piramidy piłkarskiej klub połączył się z SV Finanz, klubu sportowego wiedeńskich urzędników finansowych, który właśnie zakwalifikował się do drugiej ligi w wyniku reformy ligi, a podczas przerwy zimowej sezonu 1931/32 sekcja piłkarska całego klubu oddzieliła się i przyjęła nazwę Favoritner SC. W 1932 był piątym w klasyfikacji końcowej, a w 1933 szóstym. W 1934 został mistrzem II. Ligi i zdobył historyczny awans do I. Ligi. Po rundzie jesiennej sezonu 1934/35 był na 10.pozycji, ale wiosną poniósł szereg porażek, a także nastąpiły trudności finansowe. Klub zalegał z pensjami zawodników, musiał nawet grać częściowo z piłkarzami zespołu rezerwowego na koniec sezonu. Debiutowy sezon zakończył na ostatnim 12.miejscu w tabeli i powrócił do II. ligi. Wielu znanych zawodników opuściło klub, a po kilku kolejkach sezonu 1935/36 w drugiej lidze okazało się, że klub nie jest już opłacalny ekonomicznie. Z powodu opóźnień w płatnościach początkowo został zawieszony, a ostatecznie wydalony ze Związku w listopadzie 1935 roku, wyniki wszystkich poprzednich meczów zostały anulowane. W marcu 1936 roku klub został rozwiązany.

## Barwy klubowe, strój
|  |  |

Klub ma barwy niebiesko-białe. 

## Sukcesy

### Trofea międzynarodowe
Nie uczestniczył w rozgrywkach europejskich (stan na 03-03-2022).

### Trofea krajowe
| \| \| Zdobyte trofea w rozgrywkach Austrii (stan na: 03-03-2022) \| |                                                            |      |                  |
| Rozgrywki                                                           | Osiągnięcie                                                | Razy | Sezon(y)         |
| · Mistrzostwo                                                       | I miejsce                                                  | 0    |                  |
| · Mistrzostwo                                                       | II miejsce                                                 | 0    |                  |
| · Mistrzostwo                                                       | III miejsce                                                | 0    |                  |
| · Mistrzostwo                                                       | 12.miejsce                                                 |      | 1934/35          |
| Puchar                                                              | zdobywca                                                   | 0    |                  |
| Puchar                                                              | finalista                                                  | 0    |                  |
| Puchar                                                              | 1/8 finału                                                 | 2    | 1933/34, 1934/35 |
| II liga                                                             | I miejsce                                                  | 1    | 1933/34          |
| II liga                                                             | II miejsce                                                 | 0    |                  |
| II liga                                                             | III miejsce                                                | 0    |                  |
| Austria                                                             | Zdobyte trofea w rozgrywkach Austrii (stan na: 03-03-2022) |      |                  |

## Poszczególne sezony

### Rozgrywki międzynarodowe

#### Europejskie puchary
Nie uczestniczył w rozgrywkach europejskich.

### Rozgrywki krajowe
| \| Austria \| Bilans występów klubu w rozgrywkach piłkarskich Austrii (Stan na 31 maja 2019 r.) \| \| |                                                                                   |        |       |   |   |   |    |    |     |           |        |        |      |
| Poziom                                                                                                | Rozgrywki                                                                         | Sezony | Mecze | Z | R | P | B+ | B– | Pkt | Lata      | Awanse | Spadki | Naj. |
| I | I. Liga                                                                           | 1      |       |   |   |   |    |    |     | 1934/35   | 0      | 1      | 12   |
| II | II. Liga                                                                          | 3      |       |   |   |   |    |    |     | 1931–1934 | 1      | 3      | 1    |
| | Puchar Austrii                                                                    | 2      |       |   |   |   |    |    |     | 1933–1935 | 0      | 0      | 1/8  |
| Austria                                                                                               | Bilans występów klubu w rozgrywkach piłkarskich Austrii (Stan na 31 maja 2019 r.) |        |       |   |   |   |    |    |     |           |        |        |      |

## Struktura klubu

### Stadion
Klub piłkarski rozgrywał swoje mecze domowe na stadionie Franz-Koci-Platz w Wiedniu, który może pomieścić 4 000 widzów. Klub nie miał swojego stadionu, a podnajmował od FC Wien.

## Kibice i rywalizacja z innymi klubami

### Derby
- Admira Wiedeń
- Austria Wiedeń
- FC Wien
- First Vienna FC 1894
- Floridsdorfer AC
- Hakoah Wiedeń
- Libertas Wiedeń
- Rapid Wiedeń
- Wacker Wiedeń
- Wiener AC
- Wiener SC